# Manfred Fuchs
Manfred Fuchs (Latsch, 25 de julho de 1938 — Caldaro sulla Strada del Vino, 26 de abril de 2014) foi um engenheiro alemão nascido na Itália, empresário da área de técnica da satélites e fundador da OHB.
Recebeu o Anel Werner von Siemens de 2011.